# 笹谷トンネル

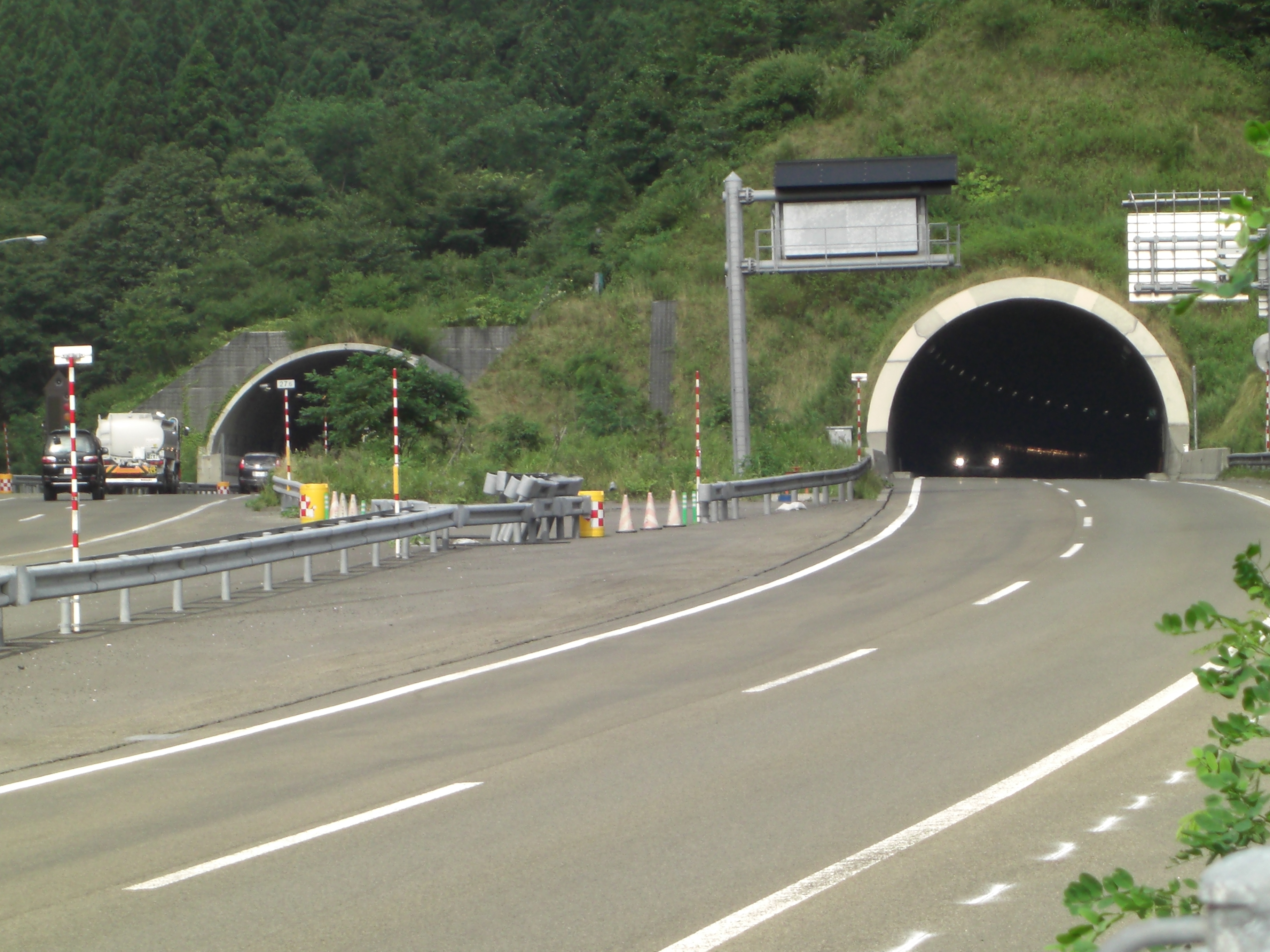
山形県側から撮影。向って左側のトンネルが上りで、右側が下り。

笹谷トンネル（ささやトンネル）は、宮城県柴田郡川崎町の笹谷ICと山形県山形市の関沢ICの間をつなぐ山形自動車道のトンネルである。
かつては高速自動車国道に並行する一般国道自動車専用道路として存在した、笹谷IC - 関沢IC間の高規格幹線道路の名称でもあった。

## データ
- 上り : 3,411メートル （4車線化前までは 3,385メートル【338 = ササヤ】, 標高 山形方面　583メートル, 仙台方面 606メートル[1]）
- 下り : 3,286メートル

長大トンネルではあるが、追い越し禁止にはなっていない。2002年（平成14年）の新トンネルの供用開始までは旧トンネルには換気用の天井板が設置されていたほか、トンネルの両端に換気塔が設置されていた。いずれも4車線化の際に行われた旧トンネルの改修工事の際に撤去され、合わせて避難用の通路も新設された。
トンネル内には県境を示す看板・パネルがある。下り線はさくらんぼ・七夕の絵が描かれているのに対し、上り線は「宮城県・山形県」と書かれ、それぞれの県のマークが描かれている。
2003年（平成15年）頃からトンネル内でハイウェイラジオが放送されるようになった。

## 通行料金の特例
高速自動車国道に編入された現在でも笹谷峠のバイパス機能を担っている。このため笹谷トンネルを含む山形自動車道の笹谷 - 関沢間は割安な料金となっている（普通車:210円）。また山形自動車道で当該区間を挟んで走行する場合は、総走行距離から当該区間のキロ数（5.8キロメートル）を引いて通行料金を算出し、これに当該区間の料金を加算する特例が設けられている。

## 歴史
笹谷峠越えの笹谷街道は仙台と山形とを結ぶ古くからの最短経路であったが、峠道は冬季に自動車通行不能となる難所であり、この区間が1970年に一般国道286号に昇格する以前から、トンネル建設が望まれていた。
1973年11月、のちの上り線トンネルとなる側のトンネル工事に着工。宮城と山形の両県側から工事が進められたが、特に山形県側は坑口部分までの工事段階で地質や湧水の悪条件に阻まれ、トンネル着工は宮城県側より遅れた1974年7月となった。山形側区間の掘削中も異常出水に常に悩まされ、「1m掘るのに100万円かかる」と呼ばれるほどの難工事であった。1975年9月に導坑貫通、その後の本坑工事は1980年竣工、1981年4月から供用開始された。
笹谷トンネルは、山形自動車道（東北横断自動車道酒田線）に並行する国道286号のバイパス（一般有料道路かつ、自動車専用道路）として位置付けられたが、4車線化の施工命令が高速自動車国道として出されたため、これに伴って山形自動車道（引き続き有料道路）に編入された。
並行する笹谷峠経由の旧道は、大型車は通行禁止で冬季間は通行止めとなっており、笹谷トンネルは峠に代わる宮城県 - 山形県間の重要な道路になっている。そのため、地震や土砂崩れなど、災害の恐れがあるとき以外は通行止めになることはない。
開通当時、地元では同様に山形県内陸部から山越え可能な高規格道路として「月山ハイウェイ」「栗子ハイウェイ」と共に「笹谷ハイウェイ」と呼ばれた。一般有料道路時代の名残として、宮城県側出口に料金所跡のスペースが残っていた。

### 年表
- 1958年（昭和33年）8月 - 笹谷隧道開削期成同盟会が結成。
- 1970年（昭和45年）4月1日 - 笹谷峠を含む一般国道286号（宮城県仙台市 - 山形県山形市）が指定。
- 1973年（昭和48年）11月1日 - 笹谷トンネル着工（のちの上り線トンネル）[4]。
- 1975年（昭和50年）9月4日 - 貫通[4]。
- 1981年（昭和56年）4月15日 - 国道286号の有料道路として開通。
- 1997年（平成9年）12月25日 - 4車線化の施行命令。
- 1998年（平成10年）
  - 7月1日 - 山形自動車道に編入される。
  - 11月 - 新トンネル着工
- 2000年（平成12年）11月15日 - 新トンネル貫通[5]
- 2002年（平成14年）
  - 5月16日 - 並行する新トンネルの供用開始。旧トンネルの改修工事期間中、新トンネルのみを用いての対面通行となる。
  - 11月30日 - 新旧トンネルによる4車線化完了。
- 2011年（平成23年）
  - 3月11日14:46 - 東北地方太平洋沖地震（東日本大震災）発生。
  - 3月12日20:20 - 笹谷トンネルを含む笹谷IC～関沢IC間の通行止め解除[6]。

## 接続道路
- E48 山形自動車道
- 国道286号

## 隣
E48 山形自動車道
(2) 笹谷IC - 笹谷トンネル - (3) 関沢IC